# Diözese Derby

Wappen

Die Diözese Derby ist eine Diözese der Church of England in der Province of Canterbury. Ihr Sitz ist die Kathedrale von Derby in Derby. Bischöfin ist seit 2018 Libby Lane.

## Gebiet
Das Gebiet der Diözese umfasst Derbyshire.
Der Weihbischof von Repton unterstützt in der ganzen Diözese.

## Geschichte
Suffraganbischöfe von Derby gab es bereits seit 1889. Die Diözese wurde am 7. Juli 1927 aus Teilen der Diözese Southwell gebildet. 